# Корана
Корана (італ. Corana) — муніципалітет в Італії, у регіоні Ломбардія,  провінція Павія.
Корана розташована на відстані близько 460 км на північний захід від Рима, 50 км на південь від Мілана, 20 км на південний захід від Павії.
Населення — 807 осіб (2014).

## Демографія
Населення за роками:

Станом на 1 січня 2023 року в муніципалітеті офіційно проживав 41 іноземець з 10 країн, серед них 28 громадян країн Євросоюзу та 5 громадян України.

## Сусідні муніципалітети
- Корнале-е-Бастіда
- Червезіна
- П'єве-Альбіньола
- Саннаццаро-де'-Бургонді
- Сільвано-П'єтра
- Вогера
- Цинаско